# Late Lounge

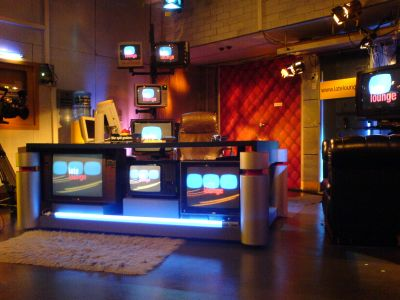
Moderationstisch im Studio 4

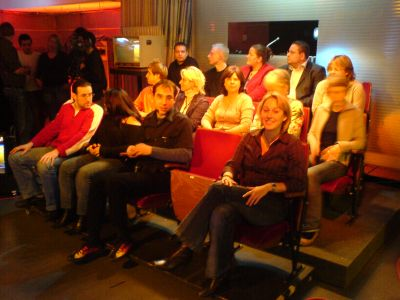
„Internationales Spitzenpublikum“

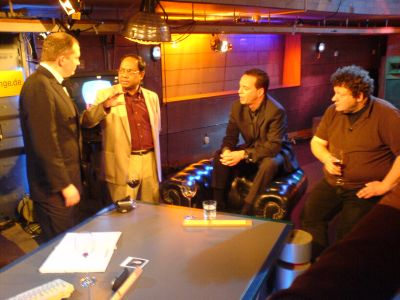
Jörg Thadeusz, Nokib, Cappelluti und Herl während der letzten Sendung am 7. Dezember 2006

Late Lounge (Motto: war spät gestern) war eine Fernsehsendung, die von 1999 bis 2004 montags bis freitags ab 22 Uhr im  hr-fernsehen ausgestrahlt wurde. Seit 2005 gab es nur noch den Late Lounge Club am Donnerstag. Am 7. Dezember 2006 lief die letzte Live-Sendung.

## Geschichte
Die Sendung startete am 1. April 1999 und löste Fröhlich bei Nacht mit Susanne Fröhlich ab.
Sie bestand aus einer kurzweiligen Mischung aus Talk-Show, Comedy, Kult-Serien, Spielfilmen und selbst produzierten kurzen Filmbeiträgen wie zum Beispiel dem Fremdwörterlexikon oder dem Filmquiz. Zudem wurden regelmäßig ein neuer Kinofilm und die Schallplatte der Woche vorgestellt. 2003 wurde Late Lounge für den Adolf-Grimme-Preis aufgrund der „Entwicklung und Realisierung des innovativen und originellen Konzepts der Nachtschiene“ nominiert. Kurz danach wurde Late Lounge das Budget massiv gekürzt. Einige Inhalte wie der Kurzfilm am Donnerstag entfielen dadurch.
2004 wurde vom neuen Intendanten Helmut Reitze die Einstellung der Sendung zum Jahresende beschlossen. In einem Presseinterview kritisierte Co-Moderator Michael Herl den hr mit Bezug auf die Entscheidung als „Schnarchsender“. Der Hessische Rundfunk reagierte darauf mit der sofortigen Entlassung Herls. Ende 2004 wurde die Sendung (offiziell „aus Kostengründen“) auf den Late-Lounge-Club reduziert, der bis Ende 2006 donnerstags ausgestrahlt wurde. Am 7. Dezember 2006 lief, moderiert von Jörg Thadeusz, die letzte Folge der Late Lounge live im hr. Ein Versuch von Fans der Sendung, diese Entscheidung zu stoppen, blieb erfolglos. Die dazu geschaltete Website www.rettetlatelounge.de sammelte zwar einige hundert Unterschriften, beeinflusste die Entscheidung des hr-fernsehens jedoch nicht.
Late Lounge verstand sich selbst als „preisgünstigste Sendung im deutschen Free-TV“. Die Sendung wurde im Studio 4 des hr-Funkhauses am Dornbusch mit teilweise abgeschriebener Technik produziert. Das Publikum bestand aus brandschutztechnischen Gründen aus nur 15 Zuschauern („das internationale Spitzenpublikum“). Die Namensschilder des Moderators Roberto Cappelluti und seiner Gäste bestanden aus Scrabble-Buchstaben. Auch die Redaktion war seit Beginn der Sendung in einem Baucontainer untergebracht.

## Personen
- Roberto Cappelluti
- Michael „Michi“ Herl bildete dienstags bis donnerstags als Dauergesprächsgast mit pfälzischer Gemütlichkeit den Gegenpol zu Roberto Cappelluti.
- Nukubuddin „Nokib“ Ahmed stammt aus Bangladesch und ist Verkäufer der Zeitung Frankfurter Rundschau. Beim täglichen Telefonat mit seiner Familie erfährt er die neuesten Witze aus seiner Heimat, die er regelmäßig in Late Lounge präsentierte.

## Das Studio
Das Studio 4 befindet sich im Erdgeschoss des Studiobaus, Hessischer Rundfunk, Bertramstraße 8. Vor der Late Lounge wurden hier andere Sendungen wie z. B. die Ziehung der Lottozahlen produziert.
Bis Frühjahr 2003 wurde die Sendung in einem Kellerstudio produziert. Es befindet sich im Lager der Bauabteilung, Bau T-Süd, 1. Untergeschoss.

## Programm von 1999–2004
- Montags: Late Lounge Club
- Dienstags: Late Lounge Serie. Gezeigt wurde eine Folge der folgenden Serien:
  - Alfred Hitchcock presents
  - Bronk
  - Buck Rogers (1939)
  - Dezernat M
  - Die Mädchen aus dem Weltraum
  - Eric im Stress
  - Fawlty Towers
  - Herr Rossi sucht das Glück
  - Immer wenn er Pillen nahm
  - La Linea
  - Monty Python’s Flying Circus
  - Raumpatrouille Orion
  - Shaft
  - Steven Spielberg presents: Toonsylvania
  - Stunde der Entscheidung
  - The Munsters
- Mittwochs: Late Lounge Movie
- Donnerstags: Late Lounge zapping
- Freitags: Late Lounge Double Feature
- Jeden ersten Freitag im Monat: Late Lounge Heimkino. Es wurden trashige Spielfilme gezeigt, wobei Roberto Cappelluti und Michi Herl (oder ein anderer Gast) im unteren Bildrand eingeblendet wurden, wie sie, mit dem Rücken zum Zuschauer, selbst den Film verfolgten und kommentierten (vom Konzept her ähnlich wie in der Science-Fiction-Serie Mystery Science Theater 3000). Bezeichnet wurde dies auch als Betreutes Fernsehen.